# 6718 Beiglböck
A 6718 Beiglböck (ideiglenes jelöléssel 1990 TT12) a Naprendszer kisbolygóövében található aszteroida. Lutz D. Schmadel és Freimut Börngen fedezte fel 1990. október 14-én.